# Lisa Martinek
Lisa Martinek (Stoccarda, 11 febbraio 1972 – Grosseto, 28 giugno 2019) è stata un'attrice e sceneggiatrice tedesca.

## Biografia
Iniziò la sua carriera di sceneggiatrice nei primi anni '90. Come attrice apparve in molti film e serie televisive, tra cui Blankenese, Der Kriminalist, Das Duo, Die Heiland, Lautlos, Framed e Die Zürcher Verlobung.
È morta all'ospedale di Grosseto, dove era ricoverata in seguito a un infarto che l'aveva colta mentre si trovava in vacanza a Sant'Andrea, sull'isola d'Elba. L'attrice si recava spesso in Italia, essendo sposata con Giulio Ricciarelli.